# Schloss Eringerfeld

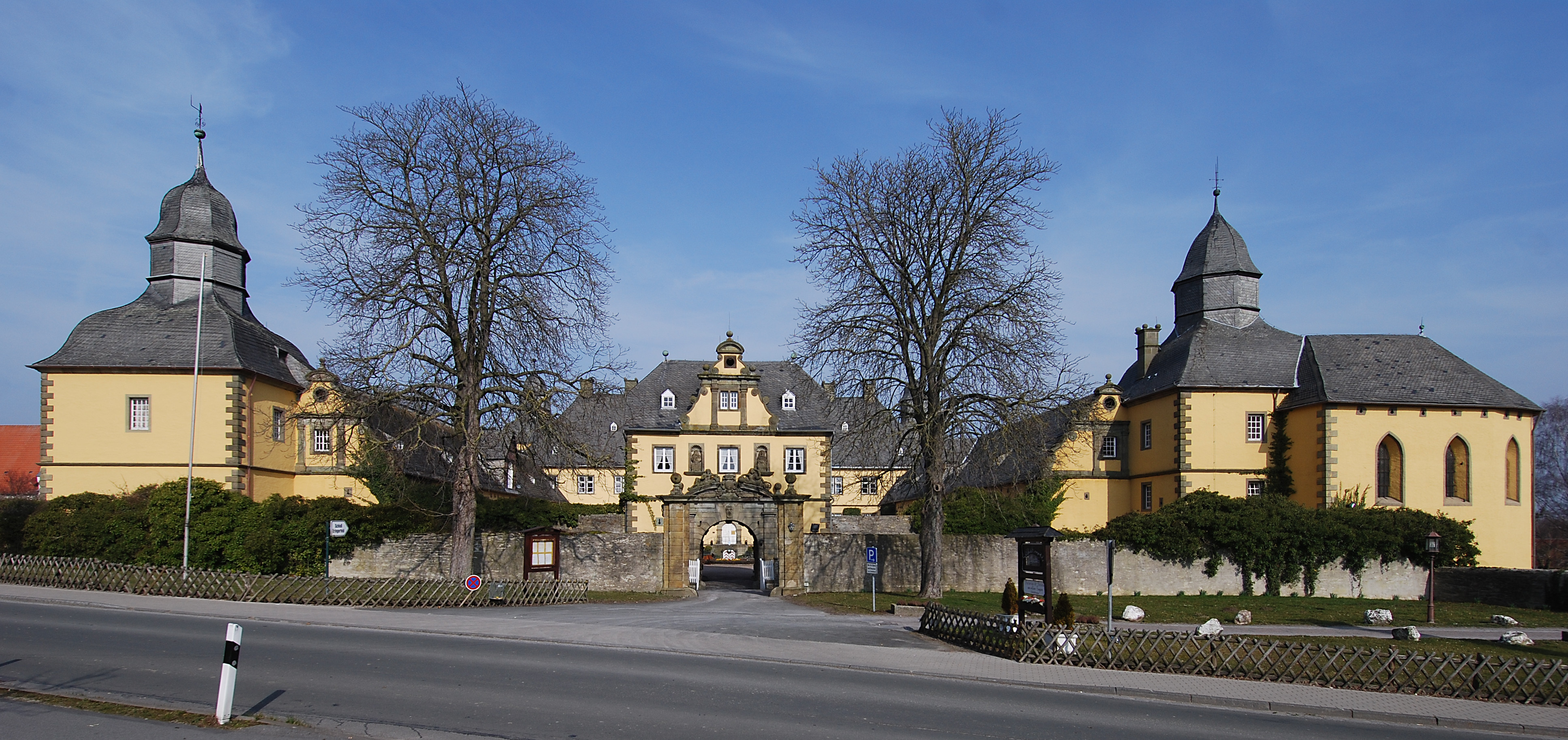
Außenansicht der Vorderseite

Das Schloss Eringerfeld liegt im gleichnamigen, zur Stadt Geseke gehörenden, Ort Eringerfeld. Es wurde im Jahr 1676 als Barockschloss erbaut und diente dem westfälischen Adelsgeschlecht von Hörde als Wohnsitz.

## Geschichte

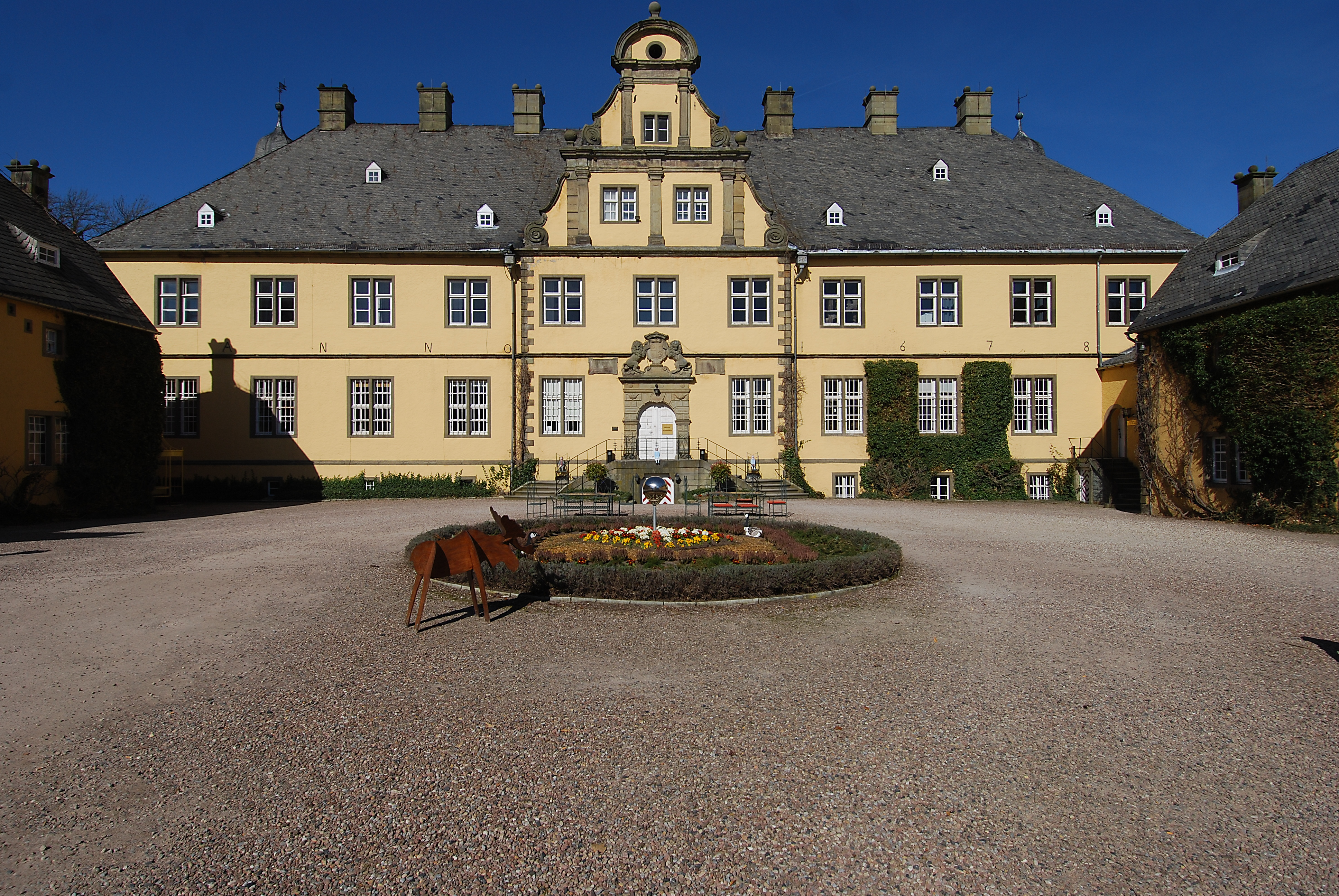
Der Innenhof mit Blick auf das Hauptgebäude

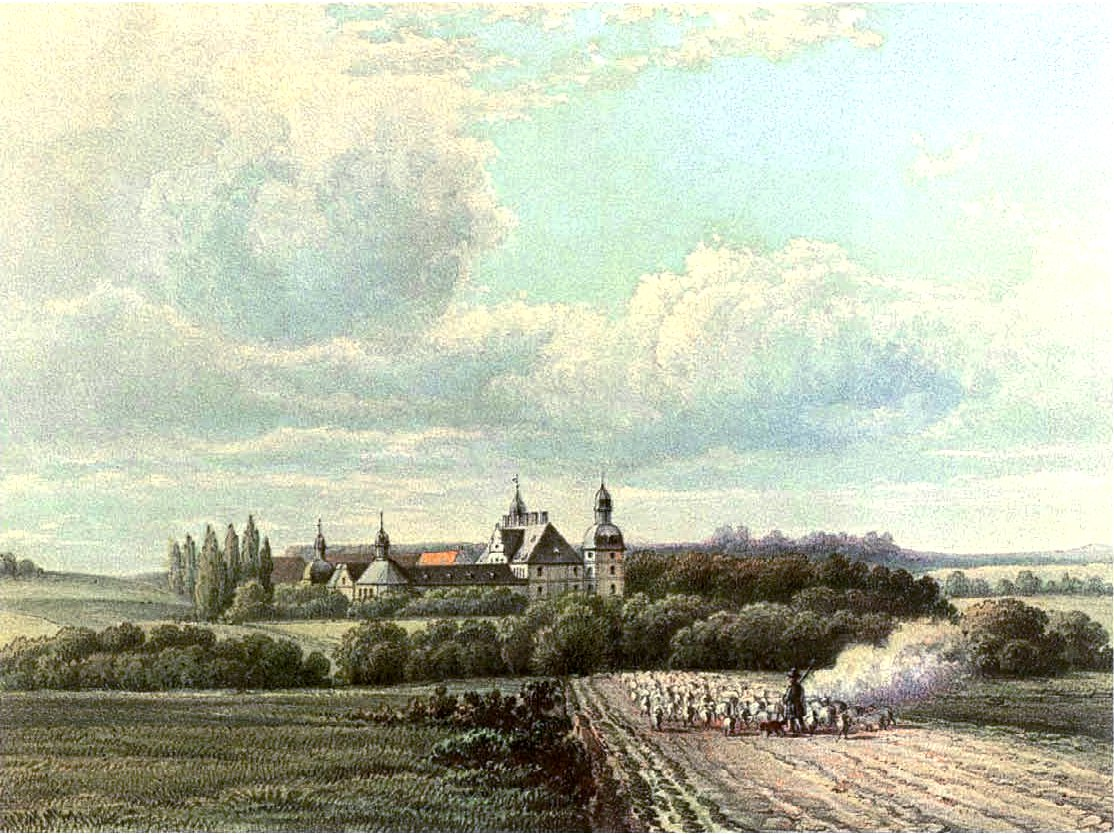
Schloss Eringerfeld um 1860, Sammlung Alexander Duncker

Nachdem ein Brand im Jahre 1660 Teile der alten Burg oder des Gutshofes vernichtet hatte, veranlassten das Ehepaar Friedrich Ferdinand von Hoerde und Felizitas Elisabeth von der Horst den Neubau des Schlosses. Die Domherren Johann Gottfried und Rhabanus Christoph von Hörde finanzierten den Bau. Das Barockschloss wurde anschließend in der Zeit von 1676 bis 1699 von dem Architekten Ambrosius von Oelde und dem Baumeister Jobst Scheck aus Störmede erbaut. In der Zwischenzeit wurde der Besitz des Schlosses, nach dem Tod des Freiherrn Franz Lodolf Joseph von Hörde im Jahr 1781 an die Familien Decken und Ketteler weitergegeben. Dort lebten der Politiker Friedrich Clemens von Ketteler, und dessen Enkel, der von den Nazis ermordete Wilhelm Freiherr von Ketteler.
In der Zeit des Nationalsozialismus wurden zwangsweise holländische Missionare  einquartiert. Ab 1945 stand das Anwesen leer und war dem Verfall preisgegeben. Von 1950 bis 1964 unterhielten die Jesuiten ein Noviziat im Schloss. Nach Kauf des Schlosses durch Wilfried und Berna Kirchner im Jahre 1964 war es mittlerweile stark sanierungsbedürftig, aber die dicken Steinmauern und auch einige verbliebene Möbelstücke, die zu schwer waren, um sie aus dem Schloss zu entfernen, waren in einem erhaltenswerten Zustand. In den Jahren nach dem Einzug der Familie Kirchner wurde das Schloss für mehrere Millionen Deutsche Mark renoviert.
Von 1965 bis 1987 befand sich im Schloss und den umliegenden neu errichteten Gebäuden das Internat Gymnasium Eringerfeld, das zu der Zeit das größte Internat Deutschlands war. Nach Einstellung des Internatbetriebes wurde das Schloss abermals aufwändig saniert und der Schlossgarten wieder in seinen Originalzustand versetzt. Seitdem befand sich im Schloss ein Hotelbetrieb.
In der Zeit von 2000 bis 2005 wurde in den Räumen des ehemaligen Internats eine Hochbegabtenschule betrieben.
Das Schloss wurde 2013 an eine aus China stammende Investorin verkauft. Neben dem Hotel- und Restaurantbetrieb sollte das Schloss auch wieder Bildungsstandort und Heimat für 200 bis 300 Schüler eines internationalen Internats werden. Diese Pläne wurden inzwischen aufgegeben und seit 2020 steht das Schloss Eringerfeld zum Verkauf, zunächst für 4,9 Millionen Euro, 2024 für 2,8 Millionen Euro.